# Spielberg (Aying)
Spielberg ist ein Gemeindeteil von Aying im oberbayerischen Landkreis München.

## Geographie
Die Einöde liegt etwa zwei Kilometer östlich von Heimatshofen.